# Вербівка (притока Ракити)
Вербівка — річка в Україні, у Шосткинському районі Сумської області. Права притока Ракити (басейн Дніпра).

## Опис
Довжина річки приблизно 7 км.

## Розташування
Бере початок на південному заході від Обложки. Спочатку тече на південний, а потім на північний схід і в Щебрах впадає у річку Ракиту, праву притоку Єсмані.